# Вікторув (Варшавський-Західний повіт)
Вікторув (пол. Wiktorów) — село в Польщі, у гміні Лешно Варшавського-Західного повіту Мазовецького воєводства.
Населення — 371 особа (2011).
У 1975-1998 роках село належало до Варшавського воєводства.

## Демографія
Демографічна структура станом на 31 березня 2011 року:
|          | Загалом | Допрацездатний вік | Працездатний вік | Постпрацездатний вік |
| -------- | ------- | ------------------ | ---------------- | -------------------- |
| Чоловіки | 180     | 42                 | 124              | 14                   |
| Жінки    | 191     | 57                 | 108              | 26                   |
| Разом    | 371     | 99                 | 232              | 40                   |